# Горяев, Виталий Николаевич
Вита́лий Никола́евич Горя́ев (1 [14] апреля 1910, Курган, Тобольская губерния — 12 апреля 1982, Москва) — советский, российский художник-живописец, график-иллюстратор, карикатурист. Народный художник СССР (1981). Лауреат Государственной премии СССР (1967).

## Биография

### Ранние годы
Виталий Горяев родился 1 (14) апреля 1910 года в семье управляющего банком в Кургане Тобольской губернии (ныне — административный центр Курганской области.
В 1921 году вместе с семьёй переехал в Читу, где сделал первые шаги в творчестве. Занимался под руководством местного художника Ивана Сверкунова и ходил с ним на этюды, рисовал карикатуры для школьной газеты на манер популярных журналов «Смехач» и «Прожектор», пробовал работать над иллюстрациями в стиле Владимира Лебедева. Ещё школьником начал сотрудничать в «Забайкальском рабочем» — сперва вырезал на линолеуме чужие рисунки, а затем начал рисовать собственные. У будущего художника были и увлечения, не связанные с рисованием. В 17 лет он пробовал себя в цирке и оперетте, но в итоге больше рисовал для постановок декорации, плакаты и программы. Также писал стихи в стиле В. Маяковского, которые охотно печатали читинские газеты, водил знакомства с местными поэтами и был принят в Читинскую ассоциацию пролетарских писателей. Но стихи сыграли в его дальнейшей жизни меньшую роль, чем рисунки, которыми он иллюстрировал собственные рукописи.

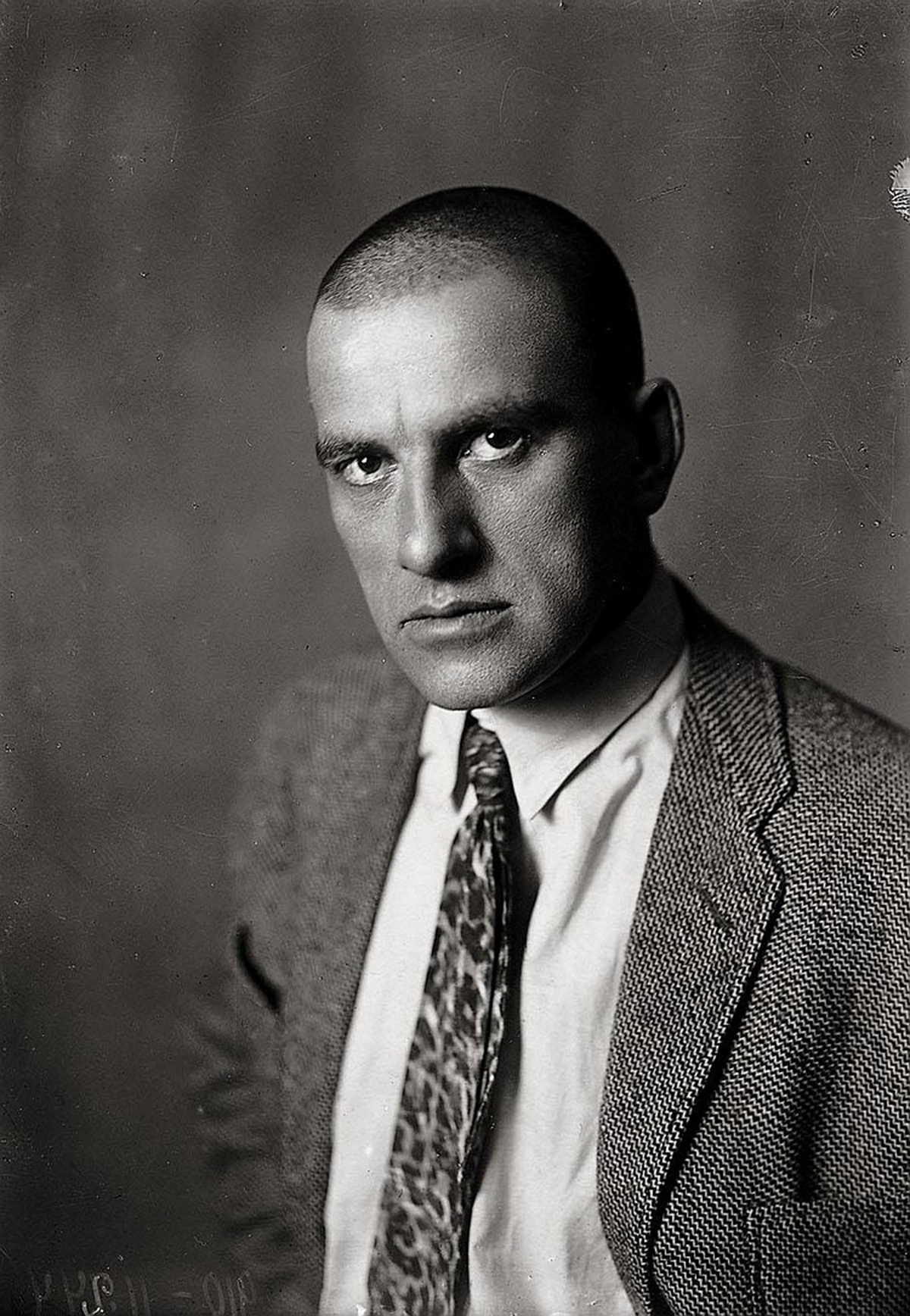
Владимир Маяковский

Окончив среднюю школу, в 1929 году приехал в Москву и поступил в Московское Высшее техническое училище, где собирался учиться на проектировщика мостов. В этот момент произошла судьбоносная встреча с поэтом В. Маяковским. Художник по-разному описывал обстоятельства этой встречи. В источниках советского времени сообщалось, что новоиспечённый студент технического училища приехал в Московскую ассоциацию пролетарских писателей за отзывом на сборник читинских поэтов, но не смог получить ни ответ, ни рукописи. В. Маяковский помог ему забрать рукописи и согласился оценить его стихотворения, а позже его внимание привлекла папка с рисунками, которую молодой человек носил с собой. В современный период семья художника рассказывала, что тот познакомился с В. Маяковским за бильярдом, разговорился, обыграл знаменитого поэта и попросил взамен дать оценку рукописям, на которых помимо стихотворений были иллюстрации собственной работы. Так или иначе, стихи В. Маяковского не заинтересовали, но рисунки впечатлили настолько, что поэт убедил его отказаться от технической специальности и учиться на художника. В. Маяковский сам забрал его документы из училища и вместе с ним приехал к ректору Высшего художественно-технического института Павлу Новицкому и уговорил того провести для молодого человека экзамен, хотя приёмные испытания к тому времени закончились. Так он стал студентом ВХУТЕИНа.
Знакомство с В. Маяковским изменило его жизнь и переросло в дружбу и творческое сотрудничество. Именно ему поэт доверял оформление своих выставок, в том числе выставки «20 лет работы Маяковского» в 1930 году (незадолго до его смерти). Карикатурист Иосиф Игин в своей книге «Я их видел…» привёл историю, которую его институтский друг В. Горяев рассказал ему в 1970-х. Во времена сотрудничества с В. Маяковским В. Горяев был материально неустроен, и узнав об этом, поэт помог ему получить работу модельером по костюмам в Большом театре. Благодаря хорошей физической форме В. Горяев оказался и на сцене — выступил в кордебалете в балете «Футболист».

### Учёба
Со второго курса ВХУТЕИНа пошёл на плакатно-литографическом отделении, которым заведовал Дмитрий Моор, а затем оказался в образованном на базе московского и ленинградского ВХУТЕИНа Полиграфическом институте (ныне Московский государственный университет печати), где занимался под руководством Александра Дейнеки. Учился у Сергея Герасимова, Павла Павлинова, Константина Истомина, Льва Бруни, Владимира Фаворского. 
С 1931 года состоял в художественном объединении «Молодой октябрь», с 1932 — в новообразованном Союзе художников СССР. По настоянию Д. Моора, ещё студентом начал участвовать в выставках и работать в газетах и журналах: «Безбожнике», «Смене», «Пионере» и «Пропагандисте». В 1934 году окончил институт, но, по словам сына, из-за непростого характера остался без диплома.
Его институтский знакомый Сергей Урусевский вспоминал, как в 1936 году они вместе с художником Виктором Вакидиным решили делать зарисовки постановок Всеволода Мейерхольда, и, чтобы попасть в театр, «нарисовали» соответствующее прошение от имени института. Они смотрели и пересматривали многие спектакли, и впоследствии отмечали, что этот опыт оставил след в их дальнейшем творчестве. А В. Горяев даже отважился заговорить с Вс. Мейерхольдом, и тот предложил ему рисовать не события на сцене, а происходящее за кулисами театра. В. Горяев увлёкся и много рисовал закулисную жизнь театра, но все эти рисунки были утрачены в пожаре в годы войны.

## Творчество

### Журнальная графика
После выпуска попал по распределению в издательство «Изобразительное искусство», где проработал до весны 1935 года и выполнил несколько плакатов, которые были отмечены конкурсными наградами. После этого он принял приглашение Наркомата речного флота стать художником на агитпароходе «Пропагандист» и до осени 1936 года путешествовал по Волге и Каме, работая на пристанях. На каждой новой остановке художник и руководство агитпарохода разбирались в положении местных дел, выявляли достижения и проблемы, после чего художник работал над шаржами, лозунгами и едкими карикатурами. Один из обиженных его рисунком решил, что тот выдавал себя за сотрудника журнала «Крокодил», и написал жалобу в редакцию. «Крокодильцев» это заинтересовало, и они пригласили его для разговора. Им удалось прояснить ситуацию, рисунки художника понравились редакции, и он получил от журнала первый заказ — рисунок на тему водного транспорта на целый разворот. С тех пор он часто сотрудничал в «Крокодиле», коллеги по изданию — Леонид Сойфертис, Юлий Ганф, Иван Семёнов — стали его хорошими друзьями, а Лев Бродаты — ещё и учителем. Также сотрудничал в других иллюстрированных изданиях, в том числе «Смене» и «Тридцати днях». Особо долгим было сотрудничество с журналом «Юность», где он входил в редакционную коллегию с 1955 по 1981 год. Карикатуры художника, опубликованные в журналах, также выходили самостоятельными сборниками.

### Работа военным корреспондентом
Первые его военные работы датируются осенью 1939 года, когда он в качестве военного корреспондента был направлен на территорию Западной Украины и Западной Белоруссии, присоединённую к СССР в результате Польского похода Красной армии. Большинство листов подписаны одинаково: Западная Украина. В ходе этой поездки выполнил множество жанровых рисунков и акварелей, которые в 1940 году были представлены на выставке в Москве. Был в присоединённой к СССР Прибалтике.
С первых дней войны между СССР и Германией трудился в «Окнах ТАСС», где менее чем за полгода выполнил 80 плакатов, основной темой которых было разоблачение «нового порядка», установленного нацистами в Западной Европе. В конце 1941 года он некоторое время возглавлял Куйбышевское отделение «Окон ТАСС», где вместе с Николаем Соколовым из коллектива Кукрыниксов выполнил несколько знаковых плакатов, в том числе получивший широкую известность плакат-карикатуру на Адольфа Гитлера и его окружение «Вороны в павлиньих перьях».
В январе 1942 года на него донёс его коллега-график, художника отстранили от работы над «Окнами ТАСС». В феврале 1942 года призван в Рабоче-крестьянскую Красную Армию Советским РВК города Москвы и направлен на Западный фронт в качестве художественного руководителя и ответственного секретаря военно-сатирического журнала «Фронтовой юмор». Этот журнал выпускался в формате нефальцованных листов под размер офицерской планшетки и содержал фельетоны, публицистические заметки с передовой, стихи и едкие карикатуры на противника, призванные поддержать в армии боевой дух. В журнал писали поэты Алексей Сурков и Михаил Матусовский, под руководством художника сотрудничали художники-графики Орест Гончаров, Евгений Евган, Андрей Гончаров, Борис Ефимов, Иван Семёнов и Кукрыниксы, живописцы Александр Бубнов, Павел Соколов-Скаля и Пётр Шухмин. «Фронтовой юмор» печатали в городских типографиях близ линии фронта и в блиндажах, а после освобождения Смоленска у редакции появился поезд-топография. Редактировали журнал П. Банник, М. Коган, Т. Миронов, М. Слободской, Л. Шапиро. В 1941 году вышло 4 номера, в 1942 — 17, в 1943 — 12, в 1944 — 12, в 1945 — 6 номеров. По соседству с «Фронтовым юмором» работала редакция «Красноармейской правды», где также выходили его рисунки, а с её главным редактором Александром Твардовским у художника сложилась крепкая дружба.
|  | Отец о войне говорить не любил и родным никаких подробностей не сообщал. Но однажды я услышала телевизионное интервью, в котором он рассказывал, как ходил с Твардовским на передовую. Как боялся, но старался не подать вида, поскольку выглядеть трусом в глазах Александра Трифоновича было ещё страшнее...Любовь Горяева, дочь Виталия Горяева |

Рисовал по 1—2 карикатуры в каждый номер «Фронтового юмора» и на протяжении всей войны делал жанровые рисунки с натуры и по свежим впечатлениям — сцены из фронтовой жизни и работы тыла. Ряд карикатур из серии «Новый порядок в Западной Европе» в 1943 году были представлены на выставке «Великая Отечественная война» в Москве. Жанровые работы, составивший серию «По дорогам войны» были выполнены литографией и в 1944 году экспонировались вместе с другими военными работами его и других графиков, в том числе Льва Бродаты и Аминадава Каневского. Войну завершил в Кёнигсберге в звании капитана. За воинскую службу был удостоен ордена Красной Звезды, награждён медалями «За отвагу», «За боевые заслуги», «За взятие Кёнигсберга», «За победу над Германией в Великой Отечественной войне 1941—1945 гг.».

### Творческие поездки

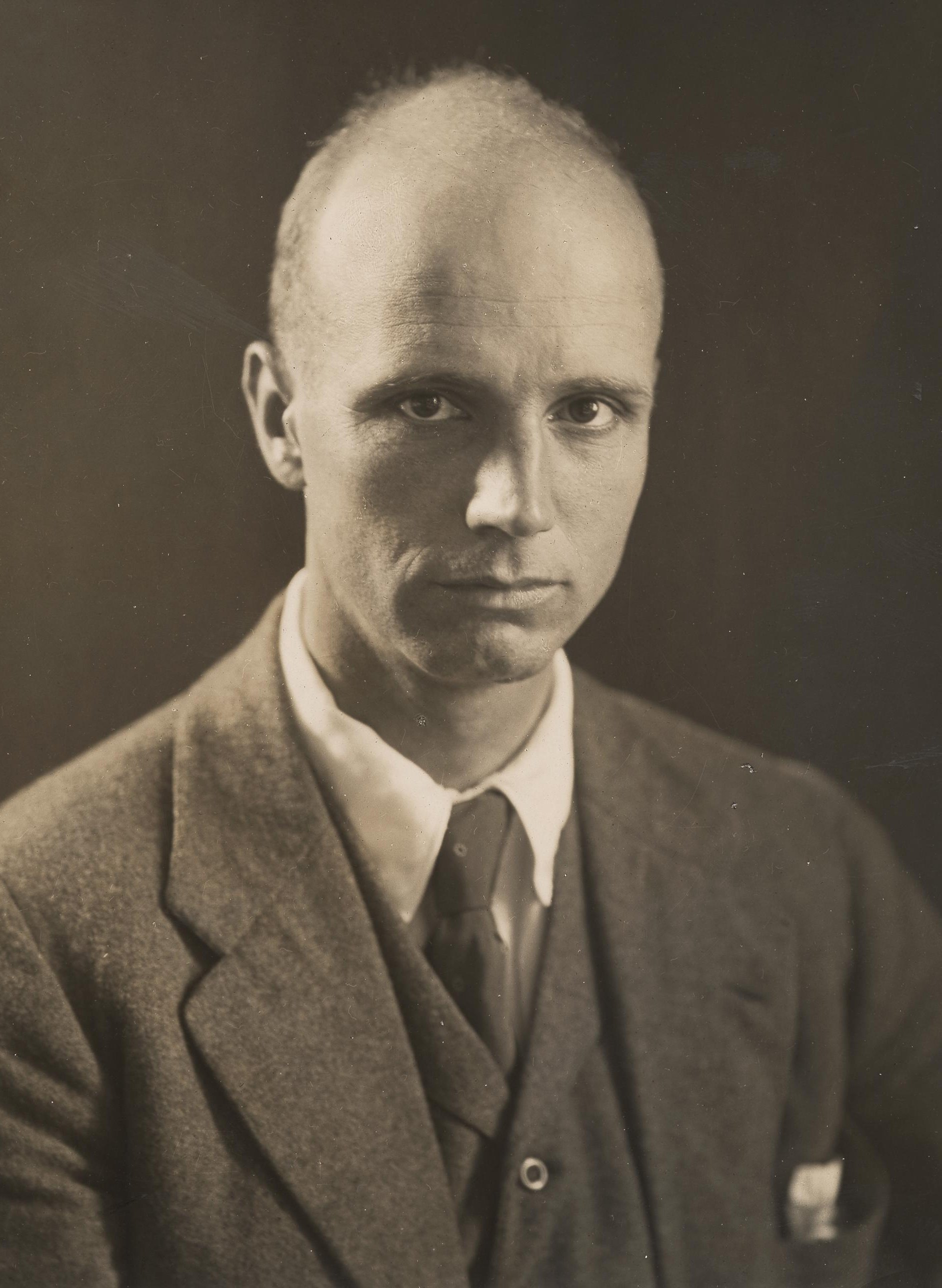
Рокуэлл Кент

С 1950-х годов регулярно путешествовал по Советскому союзу, а с наступлением хрущёвской оттепели — и за рубеж. В 1953—1954 годах он дважды посетил стройку Каховской ГЭС, где создал серию жанровых рисунков и акварелей. Эти работы вместе с послевоенными иллюстрациями были представлены в 1956 году в Москве на совместной выставке его, Константина Дорохова, Суламифи Заславской, Сарры Лебедевой, Андрея Гончарова и Ильи Слонима. На деле это было шесть отдельных экспозиций под общей крышей, которые стали для художников их первыми большими персональными выставками.
Стал одним из первых представителей советской интеллигенции, побывавших в Соединённых Штатах Америки в послевоенные годы. Он отправился туда в 1958 году вместе с художником Иваном Семёновым по поступившему в редакцию «Крокодила» приглашению на конгресс, который проводила в Индианаполисе Американской ассоциации газетных карикатуристов. После мероприятия он по непредвиденным обстоятельствам опоздал на самолёт, а поскольку рейсы между странами летали нечасто, американская сторона предложила продлить ему визу. За май—июнь 1958 года помимо Индианаполиса повидал Нью-Йорк, Вашингтон и Бостон и даже встретился с президентом Дуайтом Эйзенхауэром. В ходе поездки зарабатывал своими рисунками: договорился о публикациях в газете New-York Tribune, а во время знаменитых гонок в Индианаполисе рисовал иллюстрации для ежечасно выходивших срочных выпусков газет. Его зарисовки и наблюдения легли в основу серии из 40 рисунков «Американцы у себя дома», которая неоднократно выставлялась и была высоко оценена как в СССР, так и в США. Например, в № 6—7 газеты «Московский художник» за 1959 год было опубликовано следующее письмо американского художника Рокуэлла Кента:
Уважаемый г-н редактор!
Это письмо, поверьте мне, является не столько случаем поблагодарить Вас за маленькую, дружескую статью обо мне в № 11 Вашего журнала за 1958 г., сколько возможностью выразить моё восхищение, которое, как мне думается, должны испытывать все американцы, глядя на прекраснейшие сатирические рисунки Виталия Горяева. Роберт Бернс писал:
О кто бы мог дать нам силу / Увидеть себя глазами других.

Журнал «Культура и жизнь», публикуя рисунки В. Горяева, дал нам такую силу. Рисунки советского художника, острые, полные дружеского юмора, помогут нам увидеть себя со стороны и будут способствовать установлению дружбы между нашими двумя народами.Искренне Ваш Рокуэлл Кент
Летом 1959 года совершил творческую поездку в Палангу (Литовская ССР), где выполнил около 60 жанровых рисунков и композиций. Осенью вместе с группой журналистов и писателей посетил Францию, где общался с Пабло Пикассо, Надей Леже, Жаном Эффелем. Во время этого путешествия создал более 100 рисунков с натуры, что шло вразрез с его устоявшейся манерой работы — собирать впечатления и наброски в течение дня и воспроизводить увиденное вечером. В том же году французские работы были представлены на групповой выставке, а в марте — апреле 1960 года в Вильнюсе и Каунасе прошли его персональные экспозиции с работами из различных путешествий за 1958—1959 годы. Художник побывал Финляндии, Болгарии, ГДР, Румынии, Франции, Чехословакии, Польше и на Цейлоне, итогом каждой поездки становились новые серии рисунков. Он также вновь приезжал в США, и знакомые пытались организовать ему встречу с Эрнестом Хемингуэем, с которым его считали внешне схожим, но сделать этого так и не удалось.

### Иллюстрации
Впервые художник взялся за иллюстрирование художественной литературы в конце 1930-х годов, но раскрылся в этом качестве в послевоенные годы. Его ранние работы — иллюстрации к нескольким рассказам, опубликованным в журналах, книги «Дневник провинциала в Петербурге» и «Господам ташкентцам» Михаила Салтыкова-Щедрина и «Моя улица» Сергея Михалкова.
Известны его иллюстрации к «Приключениям Тома Сойера» и «Приключениям Гекльберри Финна» Марка Твена, которые художник выполнял дважды: сначала в 1948 году, потом в 1960-м, уже после поездки в США. Иллюстрации 1948 года получили высокую оценку и были приобретены Русским музеем и Государственной Третьяковской галереей, «Том Сойер» выдержал несколько переизданий, а иллюстрации к «Гекльберри Финну» попали в печать только частично. Позднее выполнил иллюстрации к нескольким рассказам Марка Твена: «Человек, который совратил Гедлиберг», «Сенатор Дильворти» и «Как я редактировал сельскохозяйственную газету».
Агния Барто фактически дала ему монополию на иллюстрирование своих сочинений: с его рисунками были изданы «Качели» (1946), «Дом переехал» (1947 и 1949), «Стихи детям», «Петя рисует», «Краснокожие», «Про больших и маленьких» (1959). Художнику принадлежат первые иллюстрации к «Трём толстякам» Юрия Олеши, которые стали ориентиром для стилистики, которую выбрали авторы экранизации 1966 года. С его иллюстрациями были изданы сказка «Про царя и сапожника» и «Быль-небылица» Самуила Маршака, «Белеет парус одинокий» Валентина Катаева, «Что такое хорошо и что такое плохо» Владимира Маяковского, «Маленькие рассказы про маленького Пита» Лейлы Берг (1956), «Старик Хоттабыч» Лазаря Лагина. Также иллюстрировал рассказы О. Генри, «Американскую трагедию» Теодора Драйера, «Скорпиона» Ханса Шерфига и роман-памфлет «Четвёртый позвонок» финского писателя Мартти Ларни.
Особое место в его творчестве заняли иллюстрации к классической русской литературе — произведениям Александра Пушкина, Николая Гоголя и Фёдора Достоевского. Иллюстрации к «Петербургским повестям» Н. Гоголя, над которыми художник работал с конца 1950-х годов по середину 1960-х, были в 1967 году удостоены Государственной премии СССР. В 1971 году вышел «Идиот» Ф. Достоевского с иллюстрациями художника, которые спустя 4 года принёс ему золотую медаль Лейпцигской книжной ярмарки (в СССР за их художественную авангардность он получил лишь разгромную рецензию в журнале «Коммунист»). В 1974 году вышел двухтомник А. Пушкина «Стихотворения и повести» с рисунками художника, а в 1979 — «Мёртвые души» Н. Гоголя. Последней его крупной работой в этом направлении стал «Подросток» Ф. Достоевского, изданный уже после смерти художника.

### Живопись
Интерес художника к живописи проявился в 1929 году после знакомства с творчеством Поля Сезанна — небольшой картиной «Утро на Марне». В дальнейшем он писал почти всю творческую жизнь, но не приобрёл известности в качестве живописца: его работы, стилистически следующие постимпрессионистам и авангардистам 1920-х годов, близкие кубизму и мирискусникам были неожиданными своему времени и не соответствовали идеалам социалистического реализма. Его жёстко критиковал за авангардность вице-президент Академии художеств СССР Владимир Кеменов. Художнику более 10 раз отказывали в приёме в академию, что было исключительным случаем для столь известного художника, лауреата государственной премии. Единственная прижизненная выставка его картин прошла в 1980, в год его 70-летия, и впервые после этого живопись была представлена широкой публике в Центральном доме художника на большой выставке художника в 2012 году. Всего он выполнил около 100 живописных работ, небольшая их часть была приобретена крупными музеями.

## Общественная деятельность
С 1951 года член ВКП(б).
Вёл активную общественную деятельность, часто выступал перед коллегами и поклонниками искусства и оказал большое влияние на младшее поколение советских художников. Он принимал участие в работе правления Московской организации Союза художников (МОСХ) и секретариата Союза художников СССР, входил во множество жюри и комиссий. В частности, именно он возглавлял комиссию, которая допустила на выставку «30 лет МОСХ» (1962) в московском Манеже работы художников-авангардистов студии «Новая реальность». Никита Хрущёв посетил выставку, и нонконформистское искусство привело его в ярость, после чего художник как ответственный за случившееся оказался в опале, а контракты с ним были расторгнуты. Вновь работать с ним начали только в 1964 году после отставки Н. Хрущёва с поста Первого секретаря ЦК КПСС.

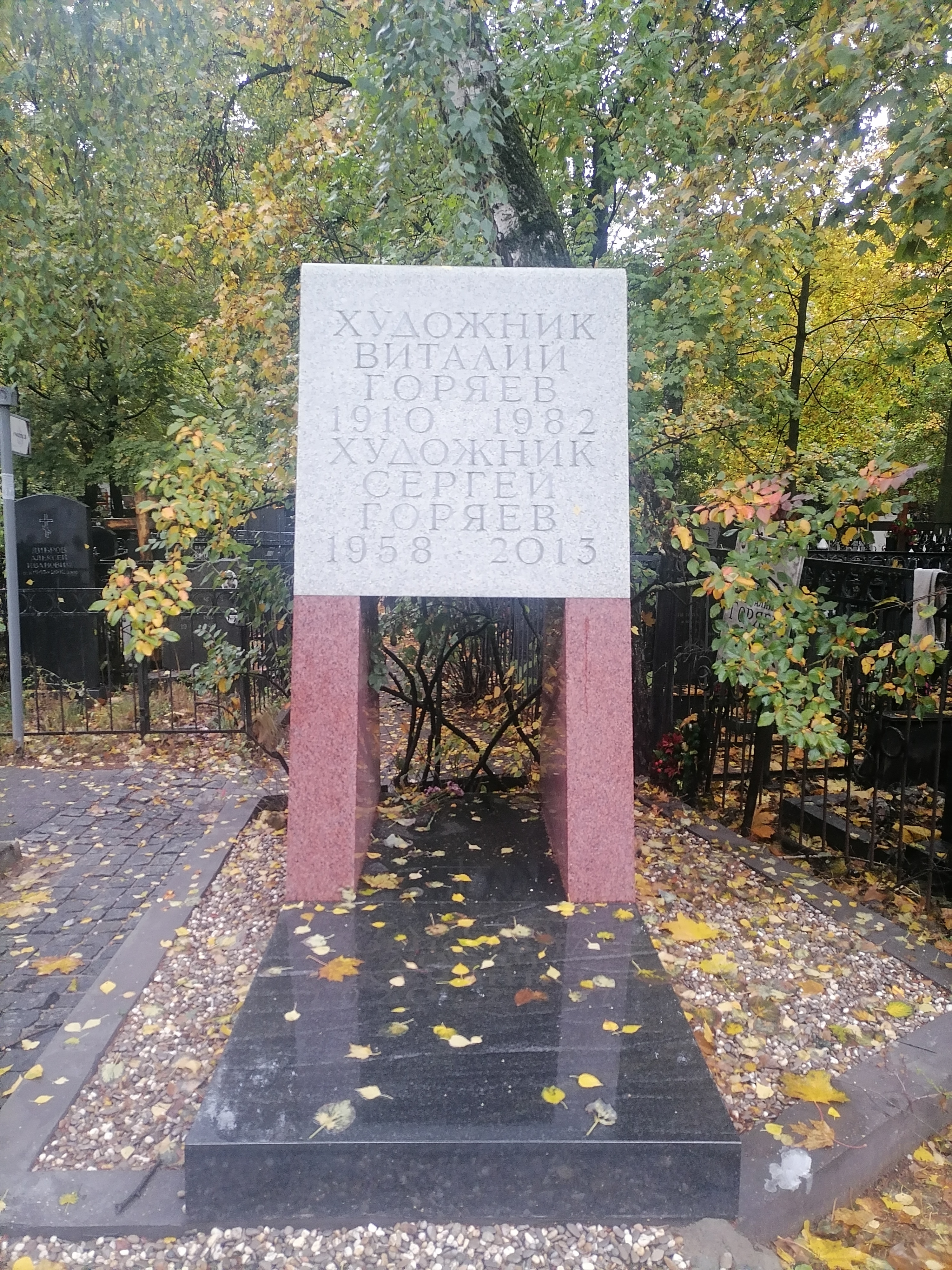
Могила на Ваганьковском кладбище

Виталий Николаевич Горяев умер 12 апреля 1982 года в Москве. Похоронен на Ваганьковском кладбище (24 участок).

## Творческий метод
По свидетельству членов семьи, художник отличался большой продуктивностью. Он начинал утро с нескольких иллюстраций по срочным заказам и каждый день рисовал станковое произведение: портрет, натюрморт или пейзаж. Коллеги отмечали, что художник работал везде — дома, в мастерской, на улице и в пути, на заседаниях и совещаниях, постоянно делал в дневниках наброски будущих произведений и записывал наблюдения. На создание иллюстраций к произведениям литературы у него, напротив, уходили годы кропотливой работы: к каждой книге он готовил около сотни оригинальных иллюстраций и бесчисленное множество предварительных рисунков, в которых прорабатывал мизансцены и персонажей. Он начинал работу с пустой книги необходимого формата, в которой продумывал расположение иллюстраций и текста, чтобы добиться последовательного раскрытия история от страницы к странице. Сложностью отличался и процесс подготовки иллюстраций: созданный художником карандашный рисунок переснимался на фотобумагу, химик по его указаниям корректировал контрастность, и полученный результат доводился тушью и белилами, чтобы обеспечить высокое качество печати при ограниченных возможностях полиграфии.
Авторский стиль художника развивался и выкристаллизовывался на протяжении многих лет. В 1930-х годах художник привносил в свои графические работы для журналов средства и методы, несвойственные этому виду искусства, например, в импрессионистской манере заполнял пространство изображения тонкими линиями, чтобы передать материальную плоть вещей. В годы работы во «Фронтовом юморе» визуальный язык художника стал более ясным и лаконичным, к чему обязывали сложные условия работы, сжатые сроки, скудные средства печати и необходимость донести идеи до самой широкой аудитории. Характерное для него сочетание выразительных средств различных направлений искусства проявилась и здесь: многие работы того времени, предназначенные для журнала, были не карикатурами, а жанровыми произведениями из военной жизни, где сатирическую плоскость часто создавали острые формулировки в подписях.
Основным методом его работы в жанровом рисунке стала не непосредственная работа с натуры, а фиксация впечатлений в памяти или быстрых зарисовках и воспроизведение увиденного в мастерской. Он не воспроизводил действительность достоверно, а выявлял и подчёркивал важнейшие детали, благодаря чему его работы становились даже более естественными и правдивыми, чем его же натурные зарисовки. Художник воспитал в себе наблюдательность и выработал собственную систему изучения людей — того, как характер и социальное положение проявляются в позах, привычках, жестах и поведении в разном окружении. Многообразие человеческих состояний он свёл к нескольким основным пластическим положениям, и в течение многих лет фиксировал их на бумаге.
В выборе того, что я рисую, мною руководит тенденция. Это моё понимание мира, моя связь с ним. Тенденция — это желание моего народа, моей партии, ставшее моим желанием, диктующим мне выбор и определяющим моё отношение к тому, что я хочу нарисовать. Тенденция порождает ви́дение и метод художника. Она определяет силу и направление его творчества.
В рисунках с натуры меня интересуют контрасты: встреча тёмного со светлым, мягкого с жёстким, большого с малым, каменного города с горой или водой, насилия с пассивностью, колючего с мягким и т. д. Эти поиски контрастов позволяют свободно оперировать элементами натуры и вырабатывают композиционное видение. Раньше я рисовал с натуры, почти не связывая пластически между собой отдельные части, предметы, фигуры. Теперь стремлюсь из элементов натуры извлекать правду художественного образа. То, что у меня нарисовано, — не документально, но характерно. Нередко, строя композицию листа, ставлю в рисунке фигуры, детали, предметы не на то место, какое они занимают в натуре, но от этого изображённые сцены не теряют своей жизненности, наоборот, они становятся более убедительными.

Для того, чтобы я принялся за рисунок с натуры, кроме содержательного и интересного сюжета, для меня важен, как я его называю, «конструктивный возбудитель», то есть, чтобы меня заинтересовал какой-то неожиданный поворот, сочетание форм, построение и конструкция фигур, движение. Эти конструктивные особенности лучше и полнее всего выражают и психологию, и характер человека, и его действия — то есть привычки, движения, позы.Виталий Горяев

### Семья
- Первая жена — Валентина Павловна Деопик (1907—1990).
  - Сын — Дега Витальевич Деопик (род. 1932), доктор исторических наук, профессор, востоковед.
- Вторая жена — Таисия Борисовна Лобач-Жученко (1920—2017).
  - Сын — Сергей Витальевич Горяев (1958—2013), народный художник Российской Федерации, профессор.
  - Дочь — Любовь Витальевна Горяева (род. 1946), кандидат филологических наук, исследователь и переводчик древних малайских рукописей.

## Награды и звания

### Звания
- Заслуженный художник РСФСР (1966)
- Народный художник РСФСР (1976)
- Народный художник СССР (1981)

### Государственные награды
- Государственная премия СССР (1967) — за иллюстрации к «Петербургским повестям» Достоевского[11]
- Орден Красной Звезды (1945)[28]
- Медаль «За отвагу» (1943)[29]
- Медаль «За боевые заслуги»
- Медаль «В ознаменование 100-летия со дня рождения Владимира Ильича Ленина» (1970)
- Медаль «За взятие Кёнигсберга»
- Медаль «За победу над Германией в Великой Отечественной войне 1941—1945 гг.»
- Медаль «Двадцать лет победы в Великой Отечественной войне 1941—1945 гг.»
- Медаль «Тридцать лет Победы в Великой Отечественной войне 1941—1945 гг.»
- Медаль «50 лет Вооружённых Сил СССР»
- Медаль «60 лет Вооружённых Сил СССР»
- Орден Дружбы (1974, Чехословакия)

### Творческие награды
- Диплом I степени Всесоюзного конкурса «Лучшие книги» (1962) — за иллюстрации к «Приключениям Гекльберри Финна» Марка Твена
- Диплом I степени Всесоюзного конкурса «Лучшие книги» (1965)—  за иллюстрации к «Петербургским повестям» Николая Гоголя
- Диплом II степени Международной выставки книги в Братиславе (1967) — за иллюстрации к «Петербургским повестям» Николая Гоголя
- Золотая медаль Чехословацкого союза международных связей (1969) — за заслуги в деле развития дружбы и сотрудничества с Чехословакией
- Почётная плакетка «Золотое яблоко» (1975) — за участие в организации и проведении Международной биеннале детской книги (БИБ) в Братиславе
- Золотая медаль международной выставки книжного искусства в Лейпциге (1975) — за серию иллюстраций к роману Фёдора Достоевского «Идиот»

## Выставки и издания

### Выставки
Прижизненные выставки
- 1931 — Выставка молодых художников (Всекохудожник), Москва
- 1936—1937 — Выставка художников-графиков, Москва
- 1937 — Выставка произведений московских мастеров советской сатиры, Москва
- 1938 — Выставка произведений мастров советской сатиры, Москва
- 1939 — Выставка иллюстраций к произведениям М. Е. Салтыкова-Щедрина, Москва
- 1939 — Выставка живописи и графики, Москва
- 1940 — Выставка рисунк, иллюстрации и плаката, Москва
- 1941 — Выставка произведений московских мастеров советской сатиры, Москва
- 1941 — Выставка лучших произведений советских художников, Москва
- 1942 — Работы московских художников в дни Великой Отечественной войны, Москва
- 1943 — Выставка «Великая Отечественная война», Москва
- 1944 — Выставка 6-ти (Бродаты, Горяев, Каневский и другие)
- 1946 — Выставка графики, акварели и рисунка советских художников, Варшава
- 1946 — Выставка советской сатиры, Прага
- 1947 — Годовая отчётная выставка ДЕТГИЗа, Москва
- 1948 — Передвижная выставка советской живописи и графики, Днепропетровск
- 1949 — Передвижная выставка советской сатиры, Москва
- 1950 — Выставка живописи, скульптуры, политической сатиры и графики московских художников, Москва
- 1950 — Выставка «Борьба за мир, против поджигателей войны», Москва
- 1950 — Всесоюзная художественная выставка, Москва
- 1951 — Выставка произведений художников сатиры, Москва
- 1951 — Всесоюзная художественная выставка, Москва
- 1951 — Выставка книги и книжной графики ДЕТГИЗа, Москва
- 1952 — Выставка советской сатиры, Москва
- 1953 — Выставка советских графиков-сатириков, Лондон
- 1953 — Выставка произведений советского искусства и собраний Государственной Третьяковской галереи
- 1954 и 1955 — Всесоюзная художественная выставка, Москва
- 1956 — Выставка произведений А. Гончарова, В. Горяева, К. Дорохова, С. Заславской, С. Лебедевой, И. Слонима, Москва
- 1957 — Выставка к I Всесоюзному съезду советских художников, Москва
- 1957 — 6-я выставка работ художников книги, Москва
- 1958 — Выставка В. Горяева и Г. Нисского, Москва
- 1958 — Всесоюзная выставка к 40-летию комсомола, Москва
- 1959 — Выставка произведений изобразительного искусства социалистических стран, Москва
- 1959 — Выставка рисунков и акварелей В. Горяева и И. Семёнова, выполненных во время поездки в США в мае — июне 1958 года, Москва
- 1959 — Выставка произведений В. Горяева, Е. Кибрика, И. Семёнова «Что мы делали во Франции», Москва
- 1960 — Выставка работ советских художников «По Франции»
- 1960 — Персональная выставка работ Горяева «Америка, Франция, Паланга — 1959 год», Вильнюс, Каунас
- 1961 — Выставка работ В. Горяева «Цейлон. Колониализм уходит в прошлое», Москва, Коломбо
- 1961 — Выставка «Москва — столица нашей Родины», Москва
- 1962 — Персональная выставка, Москва
- 1963 — Выставка рисунков и карикатуры журнала «Крокодил» — «Мне 40 лет», Москва
- 1963 — Международная выставка художников-сатириков, Нью-Йорк
- 1964 — Всесоюзная художественная выставка, Москва
- 1964 — Персональная выставка произведений В. Горяева, Москва
- 1964 — 2-я выставка работ художников-журналистов, Москва
- 1964 — Выставка произведений иллюстраторов детской книги
- 1965 — Персональная выставка (иллюстрации к произведениям Н. Гоголя, М. Твена, серия рисунков и акварелей «По Югославии), Москва
- 1965 — Республиканская художественная выставка «Советская Россия», Москва
- 1966 — Персональная выставка, Москва
- 1966 — Художественная выставка к 25-летию разгрома немецко-фашистских войск под Москвой, Москва
- 1966 — Выставка «Московские художники фронтовой печати, 1941—1945», Москва
- 1967 — Выставка «50 лет Советской власти», Москва
- 1967 — Республиканская художественная выставка «Советская Россия», Москва
- 1967 — Всесоюзная выставка «Советский политический плакат за 50 лет», Москва
- 1967 — Выставка «Художники Москва — 50-летию Октября», Москва
- 1967 и 1968 — Выстака «Художники-журналисты», Москва
- 1969 — Выставка «На страже Родины», Москва
- 1970 — Республиканская художественная выставка «Советская Россия», Москва
- 1970 — Персональная выставка («Петербургские повести» Н. Гоголя, «Идиот» Ф. Достоевского, начало серии «Диалоги»), Бухарест, Констанца
- 1971 — Персональная выставка (Гоголь, Достоевский), Прага, Братислава, Банска-Бистрица
- 1971 — Международная выставка книги за шесть лет (1965—1971) ИБА, Лейпциг
- 1972 — Выставка советской иллюстрации к детской книге, Мюнхен
- 1973 — Персональная выставка, Москва
- 1974 — Персональная выставка, Москва
- 1975 — Персональная выставка (из военной серии, «Пушкин», портреты друзей, «Москва и москвичи»), Москва
- 1975 — Персональная выставка из серии «Абрамцево», Абрамцево
- 1976 — Всесоюзная художественная выставка «Слава труду», Москва
- 1976 — Персональная выставка («Мёртвые души» Гоголя), Москва
- 1977 — Всесоюзная выставка «Советский портрет», Москва

Современные выставки
- 2010 — выставка, посвящённая 100-летию со дня рождения, Самарский областной художественный музей, Самара[31]
- 2010 — «Виталий Горяев: полвека в искусстве» (в рамках одноимённого фестиваля), Курганский областной художественный музей, Курган[32]
- 2010 — выставка, посвящённая 100-летию со дня рождения, Российская академия художеств, Москва[33][34].
- 2012 — «Линия жизни», Центральный дом художника, Москва[22][35]
- 2012 — «Виталий Горяев. Художник и война» (военная графика, иллюстрации к известным послевоенным произведениям, а также акварели военных лет), Новый Манеж, Москва[36][37]
- 2017 — «Правда наготы» (выставка произведений в жанре ню за авторством Горяева, Семёна Чуйкова и Николая Кузьмина), музей-заповедник «Абрамцево»[38]

### Книги
Художественная литература
- Барто А. Л. Качели. Детгиз, М.-Л., 1946.
- Барто А. Л. Дом переехал. Детгиз, М.-Л., 1947.
- Барто А. Л. Петя рисует. Детгиз, 1954.
- Барто А. Л. Краснокожие. Детгиз, 1959.
- Барто А. Л. Если вы ему нужны. — М.: Дет. лит., 1988.
- Барто А. Л. За цветами в зимний лес. — М.: Дет. лит., 1970.
- Барто А. Л. Лёшенька, Лёшенька. — М.:Дет. лит., 1965.
- Барто А. Л. По дорожке, по бульвару… — М.: Дет. лит., 1967
- Барто А. Л. Подростки, подростки… — М.: Дет. лит., 1980.
- Барто А. Л. Про больших и про маленьких. — М.: Сов. писатель, 1958.
- Барто А. Л. Стихи детям. В 2 т. — М.: Дет. лит., 1966, 1976.
- Берг Л. Маленькие рассказы про маленького Пита. Детгиз, 1956.
- Бершадский Р. Ю., Хелемский Я. А. Всё на одной планете. — М.: Дет. лит., 1965.
- Гашек Я. «Исповедь старого холостяка», 1944 (Библиотека журнала «Красноармеец», № 14/19).
- О' Генри. «Рассказы». Детгиз, 1948.
- Гоголь Н. В. Петербургские повести. — М.: Худож. лит., 1965.
- Достоевский Ф. М. Идиот. — М.: Худож. лит., 1971.
- Достоевский Ф. М. Подросток. — М.: Худож. лит., 1986.
- Драгунский B. Он живой и светится. 1960.
- Драйзер Т. Американская трагедия (изд. «Огонёк»), 1955.
- Драйзер Т. Американская трагедия. — М.: Худож. лит., 1978.
- Кальма Н. Дети горчичного рая. Детгиз, М.-Л., 1950.
- Кассис В. Б. За стенами старого форта. — М.: Просвещение, 1962.
- Кассис В. Б. Каучуковый спрут. — М.: Дет. лит., 1964.
- Катаев В. П. Белеет парус одинокий. Детгиз, 1954.
- Катаев В. П. Белеет парус одинокий. — М.: Худож. лит., 1967.
- Катаев В. П. Волны Чёрного моря. Т. 1. — М.: Детгиз, 1961.
- Катаев В. П. Хуторок в степи. — М.: Детгиз, 1956.
- Ким Р. Девушка из Хиросимы. — Молодая гвардия, 1956.
- Ларни М. Четвёртый позвонок. М., 1959.
- Маршак С. Быль-небылица. Детгиз. 1947.
- Маяковский B. Небоскрёб в разрезе. (Библиотека журнала «Крокодил», 1948, №29).
- Маяковский В. Что такое хорошо и что такое плохо. Детгиз, 1954.
- Михайлов Н. Н., Косенко З. В. Американцы: путевая повесть. — М.: Сов. писатель, 1960.
- Носов Н. Н. На горке. Детгиз. 1951.
- Носов Н. Н. Ступеньки. — М.: Дет. лит., 1965.
- Олеша Ю. К. Три толстяка. — Детгиз, 1951.
- Олеша Ю. К. Три толстяка. — М.: Дет. лит., 1969.
- Прокофьева С. Л. Приключения жёлтого чемоданчика. — М.: Дет. лит., 1965.
- Стерлинг Д. Мэри Джейн. Пер. с англ. — М.: Дет. лит., 1964.
- Стрельников Б. Г. Как вы там, в Америке? — М.: Мол.гвардия, 1965.
- Твен М. Приключения Тома Сойера. — Детгиз, 1948; ГИХЛ, 1949; Дет. лит., 1965.
- Твен М. Приключения Гекльберри Финна. Детгиз, 1948; ГИХЛ, 1949.
- Твен М. Приключения Тома Сойера; Приключения Гекльберри Финна. — М.: Правда, 1980.
- Твен М. Сенатор Дильворти; Похищение белого слона; Письмо китайца; Мои часы; и др. рассказы. «Избранное», тт. I и II, ГИХЛ, 1949.
- Тэсс Т. Н. Американки. — М.: Дет. лит., 1966.
- Шерфиг Г. Скорпион. Изд-во иностранной литературы, М., 1956.
- Урал: ежемес. лит-худож. и общ.-полит. журн. — Свердловск: Сред.-Урал. кн. изд-во, 1986, — №12.

Сборники работ
- Горяев В. Н. Иллюстрации к произведениям Ф. М. Достоевского. — М.: Сов.художник, 1971.
- Горяев В. Н. Цейлон: колониализм уходит в прошлое/ Рис. и текст В. Н. Горяева. — М.: Советский художник, 1962.
- В. Горяев: Буклет. — М.: Советский художник, 1965. — 12 с.: ил.
- Виталий Николаевич Горяев: Выставка в Праге: на ин. яз. — Прага, 1971. — 8 с.: ил.
- Виталий Горяев. Графические серии: Пушкин. Гоголь. Достоевский / Авт. — сост. и авт. текста В.Воронов. — М.: Советский художник, 1979. — 83 ил[40].
- Виталий Николаевич Горяев (СССР): Кат. выст.: на рум. яз. — Бухарест, 1970. — 20 с.: ил. Горяев В. Н.
- Рисунки. — М.: Изд. «Крокодила»; 1961. — 48 с.: ил. — (Мастера советской карикатуры).

## Наследие
Работы художника находятся в собраниях Третьяковской галереи, Русского музея, ГМИИ имени Пушкина, Государственном литературном музее, Музее русского искусства в Харбине, картинных галереях Одессы, Перми, Екатеринбурга, Курска и других городов. В коллекции Курганского областного художественного музея представлены более 250 работ Горяева, большая часть которых была передана в дар вдовой Горяева, Таисией Лобач-Жученко.
Большая коллекция живописи, карикатур, книжной и журнальной графики представлена в домашнем музее, организованном его сыном — художником и архитектором Сергеем Горяевым. Музей располагается в доме № 7 по Беговой улице («Дом художников на Беговой» или здание Московского областного союза художников), где находится квартира, которую Горяев-старший купил в 1-м кооперативе художников, и где он жил с 1957 года, а также мастерская, которую он занимал с 1970-го. В 1990-х его сын получил эту мастерскую, организовал экспозицию и в 1996 году открыл там музей. Также по его инициативе в 2012 году на доме была установлена мемориальная доска. Собрание музея включает живопись, этюды, книжную графику, архив и собранную художником коллекцию произведений искусства. В числе прочего в неё входят работы Петра Митурича, Дмитрия Митрохина, Михаила Куприянова, Александра Соколова, Владимира Конашевича и подарок Пабло Пикассо — литография, вручную раскрашенная акварелью.

## Память
- 7 мая 1985 года улице Черноозёрной, расположенной в Северном посёлке города Кургана, было присвоено имя художника[45].
- В Москве на доме, где в 1957—1982 годах жил и работал В. Н. Горяев (ул. Беговая, 7/9), в 2012 году установлена мемориальная доска авторства Н. Б. Никогосяна[46].
- В марте — июне 2010 года в Курганской области был проведён фестиваль, посвящённый 100-летию со дня рождения народного художника СССР Виталия Николаевича Горяева[47].
- В 2010—2012 годах прошла серия юбилейных выставок Горяева в Москве, Кургане, Самаре и Абрамцеве.

## Статьи
- The Press: Russians in Wall Street. Time (9 июня 1958).
- U.S. As Russians See It // Life. — 1958. — 16 июнь.
- Художники «Мурзилки» 1924-2013. — М.: ТриМаг, 2013. — С. 60. — ISBN 978-5-901666-40-1.